# Марк Постумій Альбін Регіллен
Марк Посту́мій Альбі́н Регілле́н (лат. Marcus Postumius Albinus Regillensis; V століття до н. е.) — політичний, державний і військовий діяч Римської республіки, військовий трибун з консульською владою (консулярний трибун) 426 року до н. е.

## Біографічні відомості
Походив з патриціанського роду Постуміїв. Про батьків, дитячі роки його відомостей не збереглося.
426 року до н. е. його було обрано військовим трибуном з консульською владою разом з Гаєм Фурієм Пацілом Фузом, Титом Квінкцієм Пеном Цинціннатом і Авлом Корнелієм Коссом. Останній зостався в Римі, а інші трибуни з військами вийшли у похід на Вейї, але військові дії були невдалими через те, що серед них не було згоди в діях. Через це сенат змушений був призначити диктатором для ведення війни (лат. Rei gerundae causa) Мамерка Емілія Мамерціна. Марка Постумія надалі народні трибуни притягнули до суду за недбале проведення війни, і, зрештою, його було оштрафовано на 10 тисяч асів.
Згідно з консульськими фастами Марк Постумій був у 403 році до н. е. цензором разом з Марком Фурієм Каміллом, хоча Тит Лівій вписав його до переліку військових трибунів з консульською владою того року.
З того часу про подальшу долю Марка Постумія Альбіна Регіллена згадок немає.